# Pierre-Simon Rouhault
Pierre-Simon Rouhault est un chirurgien et anatomiste français, membre de l'Académie royale des sciences, mort à Turin en juillet 1740.

## Biographie
Pierre-Simon Rouhault est un maître chirurgien juré de Paris.
Premier chirurgien du roi de Sardaigne Victor-Amédée II et chirurgien général de ses armées, professeur de l'Université royale de Turin.
Il a été reçu élève anatomiste dans l'Académie royale des sciences le 8 août 1712, puis associé anatomiste le 5 février 1715. Il est remplacé à cette place par Helvétius le 9 juillet 1718 parce qu'il était établi à Turin. Il est nommé associé vétéran le 20 août 1718. Il a publié plusieurs traités dans les Mémoires de l'Académie royale des sciences.

## Publications
- Traité des plaies de la tête, Turin, 1720 (lire en ligne)
- Osservazioni anatomico fisiche, Turin, 1724 (lire en ligne)
- Sur les différents changements qui arrivent à la circulation du sang dans le fœtus, Turin, 1723 (lire en ligne)
- Critique de M. Winslow. Réponse de P. S. Rouhault, à la critique de son mémoire de la circulation du sang dans le fœtus humain par M. Winslow, Turin, 1728 (lire en ligne)
- Description du placenta, avec de nouvelles observations, Académie royale des sciences, 1714, p. 140-155 (lire en ligne)
- Du cordon ombilical, Académie royale des sciences, 1714, p. 312-319 (lire en ligne)
- Savoir si le placenta est une partie du chorion épaissi, ou une partie particulière, Académie royale des sciences, 1716, p. 269-274 (lire en ligne)
- Du placenta et des membranes du fœtus, Académie royale des sciences, 1718, p. 99-104 (lire en ligne)
- Sur la force qui pousse le sang dans le fœtus, Académie royale des sciences, 1718 (lire en ligne)
- Sur les injections anatomiques, Académie royale des sciences, 1718, p. 219-221 (lire en ligne)